# Знаменский собор (Елец)
Собо́р Ку́рской Коренно́й ико́ны Бо́жией Ма́тери «Зна́мение» (Зна́менский собо́р) — главный православный храм Знаменского женского монастыря в городе Ельце Липецкой области.

## История

### Строительство
Первый деревянный Знаменский храм женского монастыря в Ельце был выстроен в 1770 году силами монахинь на месте сгоревшей годом ранее обители. В 1779 году святитель Тихон Задонский, посетивший монастырь, указал место для строительства каменного собора. Сёстры, укреплённые благословением Святителя, приступили к постройке каменного храма.
В конце XVIII века была заложена основная храмовая часть в классическом стиле, с большою квадратною в плане световою главой со срезанными углами, с шестиколонными портиками по сторонам, больше похожая на светское сооружение. В 1805 году был освящён первый престол новой соборной церкви во имя Курской Коренной иконы Божией Матери «Знамение», а полное освящение собора состоялось в 1813 году. Придельный престол с правой стороны был освящён во имя святителя Димитрия Ростовского, левый — во имя преподобного Варлаама Хутынского (позже и святителя Тихона Задонского).
В 1829 году начата постройка большой трёхнефной каменной трапезной Знаменского собора, в нижнем этаже которой была устроена двухпрестольная тёплая церковь. В правом её приделе был поставлен иконостас, а через год, в 1838 году его освятили во имя Митрофана Воронежского — в память о трудах Святителя для открытия монастыря. Левый престол нижнего храма был посвящён святителю Николаю Чудотворцу — в память о древней Никольской церкви, сгоревшей во время пожара 1769 года. Тогда же возник вопрос о строительстве каменной колокольни. Было решено не пристраивать её к храму, а выстроить в западной стороне монастыря.
В 1837 году была перекрыта железом крыша храма, установлен центральный золочёный крест на трёх фронтонах и начался ремонт летней трёхпрестольной церкви и трапезной. В 1880-х годах храм был заново отремонтирован, а в 1886 году был расписан инокинями из живописной мастерской, открытой в обители в 1879 году под руководством елецкого художника П. А. Соколова.

### Закрытие и разрушение
После революции 1917 года Знаменский монастырь и его собор продолжали действовать. В 1922 и 1923 годах из храма была изъята церковная утварь. В течение того времени как насельницы устроили из монастыря трудовую артель, Знаменский собор продолжал действовать.
В марте 1929 года монастырь был «ликвидирован», а его здания (в их числе и собор) переданы под жильё семьям рабочих елецких заводов. В июле 1929 году из соборного храма изъяли всё имущество. В 1937 году начался разбор Знаменского собора: снята железная крыша, сломан пол и междуэтажные перекрытия. Во время войны храм был окончательно разобран, нетронутым оказался лишь его фундамент.

### Возрождение

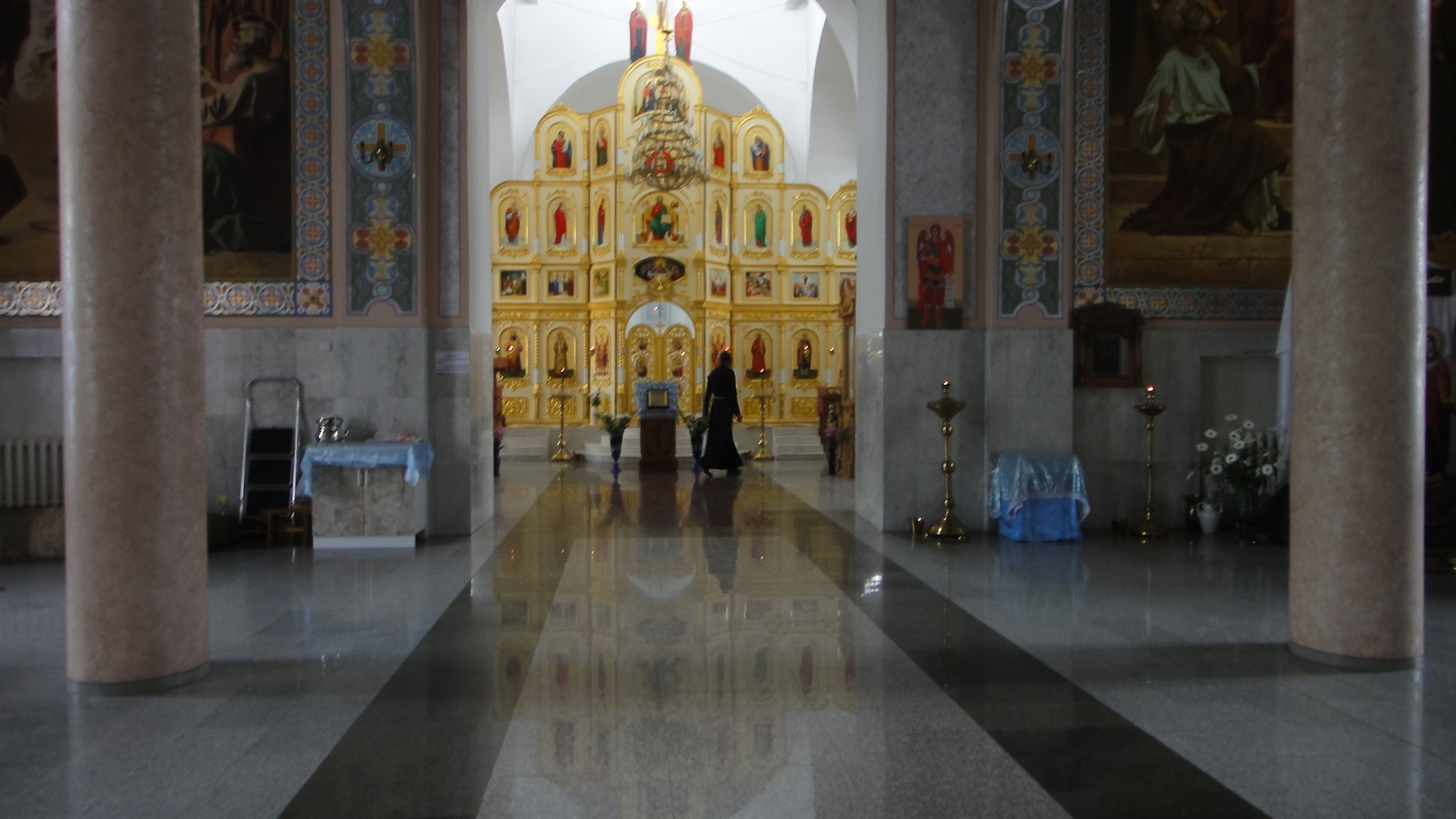
Интерьер воссозданного Знаменского собора

После передачи монастырского комплекса РПЦ в 1997 году, уцелевший фундамент собора был расчищен, но его восстановление состоялось лишь после возрождения Знаменского монастыря в 2004 году. В 2005 году начались работы по строительству Знаменского собора по сохранившимся архивным чертежам. К декабрю 2006 года полностью восстановлен и перекрыт кровлей объём трапезной части, восстановлен четверик храма, в цокольном этаже устроено отопление. Ныне храм полностью выстроен, освящён и действует.

## Архитектура и убранство
После ремонта 1890 года храм описывается так: «…через западный вход посетитель попадал в обширную светлую трёхнефную трапезную с колоннами коринфского ордера. Центральный неф, где молились богомольцы, отделялся от боковых, предназначенных для инокинь, решёткой. На западной стене трапезной в трёх отдельных рамах располагались мозаики с видами старого Иерусалима и горы Голгофы. С правой стороны у стены стояла в форме изящной вызолоченной гробницы под стеклом превосходная плащаница, шитая золотом. По обе стороны арки — иконы в серебряных с позолотой ризах в вызолоченных киотах.
Главный иконостас трёхъярусный с резьбой и позолотой. Вверху иконостас венчало изображение Вознесения Христова. Посреди храма — люстра из 30 свечей, перед иконами красивые металлические подсвечники. Иконостас правого придела во имя Димитрия Ростовского — одноярусный с позолотой, алтарь его хранил ковчег с частицами мощей многих святых. Левый престол посвящён Варлааму Хутынскому, частица мощей которого находится в иконе этого святого, издревле хранящаяся в обители. В 1861 году этот престол освящён так же в честь Святителя Тихона Задонского».

## Святыни
В соборе хранилось множество святынь, в том числе особо чтимые иконы, уцелевшие после большого пожара 1769 года: чудотворный образ Пресвятой Богородицы «Знамение», образ Христа Спасителя, Икона Божией Матери Троеручица.
Знаменский собор также хранил особо почитаемые Казанский образ Богородицы, подаренный монахиням святителем Феофаном Затворником и живописный портрет Святителя Тихона Задонского, подаренный самим пастырем начальнице обители Матроне (Солнцевой).